# Alfredo Ibarra
Alfredo Ibarra Montilla es un historietista, ilustrador y pintor español (Madrid, 1925).

## Biografía
Alfredo Ibarra empezó a trabajar con 18 años en el estudio de Adolfo López Rubio.
Pásó luego a "Leyendas Infantiles" y terminó su carrera como historietista ilustrando adaptaciones de relatos literarios para la colección "Historias" de Bruguera.

## Obra
| Años | Título                                  | Guionista       | Tipo                   | Publicación                         |
| ---- | --------------------------------------- | --------------- | ---------------------- | ----------------------------------- |
| 1944 | Chorlito n.º 1, 3, 5                    |                 | Serial                 | Tritón                              |
| 1944 | Satanás-Ginesito                        |                 | Serial                 | Diamante Amarillo (Rialto)          |
| 1944 | Diamante Negro                          |                 | Serial                 | Rialto                              |
| 1947 | Un hombre del siglo XX en la Edad Media |                 | Serie                  | Leyendas Infantiles                 |
| 1947 | Pituito                                 |                 | Serie                  | Leyendas Infantiles                 |
| 1949 | Sabú                                    |                 | Serie con José Laffond | Aspiraciones                        |
| 1954 | Hen Tiger en la secta de Kú             |                 | Serie                  | Aventuras y Amenidades de la Prensa |
| 1956 | Sin familia                             |                 | Monografía             | Bruguera: Historias, nº 22          |
| 1957 | El Dr. Guzmán                           |                 | Serie                  | Balalín                             |
| 1956 | Veinte años después                     |                 | Monografía             | Bruguera: Historias, nº 29          |
| 1957 | Corazón                                 | Pilar Gavín     | Monografía             | Bruguera: Historias, nº 41          |
| 1958 | Cuentos de Navidad                      | Carmina Verdejo | Monografía             | Bruguera: Historias, nº 73          |